# Schilddak

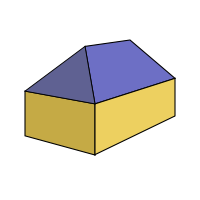
Principe schilddak

Een schilddak of schildkap is een daktype dat wordt gevormd door twee driehoekige schilden of dakvlakken aan de korte kant en twee trapeziumvormige schilden aan de lange kant van het gebouw. 
Het is een aangepast zadeldak. Door aan de korte kanten van het gebouw dakschilden aan te brengen ontstaat deze dakvorm. Door ruime overstekken, waarin meestal de dakgoot is opgenomen, te gebruiken kunnen "natte" muren voorkomen worden. 
Het schilddak is een daktype met een nok, de plaats waar twee dakschilden elkaar aan de bovenzijde snijden. Meestal hebben de vier dakvlakken dezelfde helling. Soms worden de uiteinden van een schilddak  versierd met een piron.

## Voordelen
Een schilddak heeft een aerodynamische vorm: van alle daktypes is het schilddak samen met het tentdak het beste bestand tegen windstoten en wordt daarom veelvuldig in het buitengebied toegepast. Een ander kenmerk is de rondom doorlopende dakgoot. Het traditionele zadeldak biedt op zolder meer ruimte, maar door variaties in schuinte kan dit verschil beperkt worden of vergroot worden.

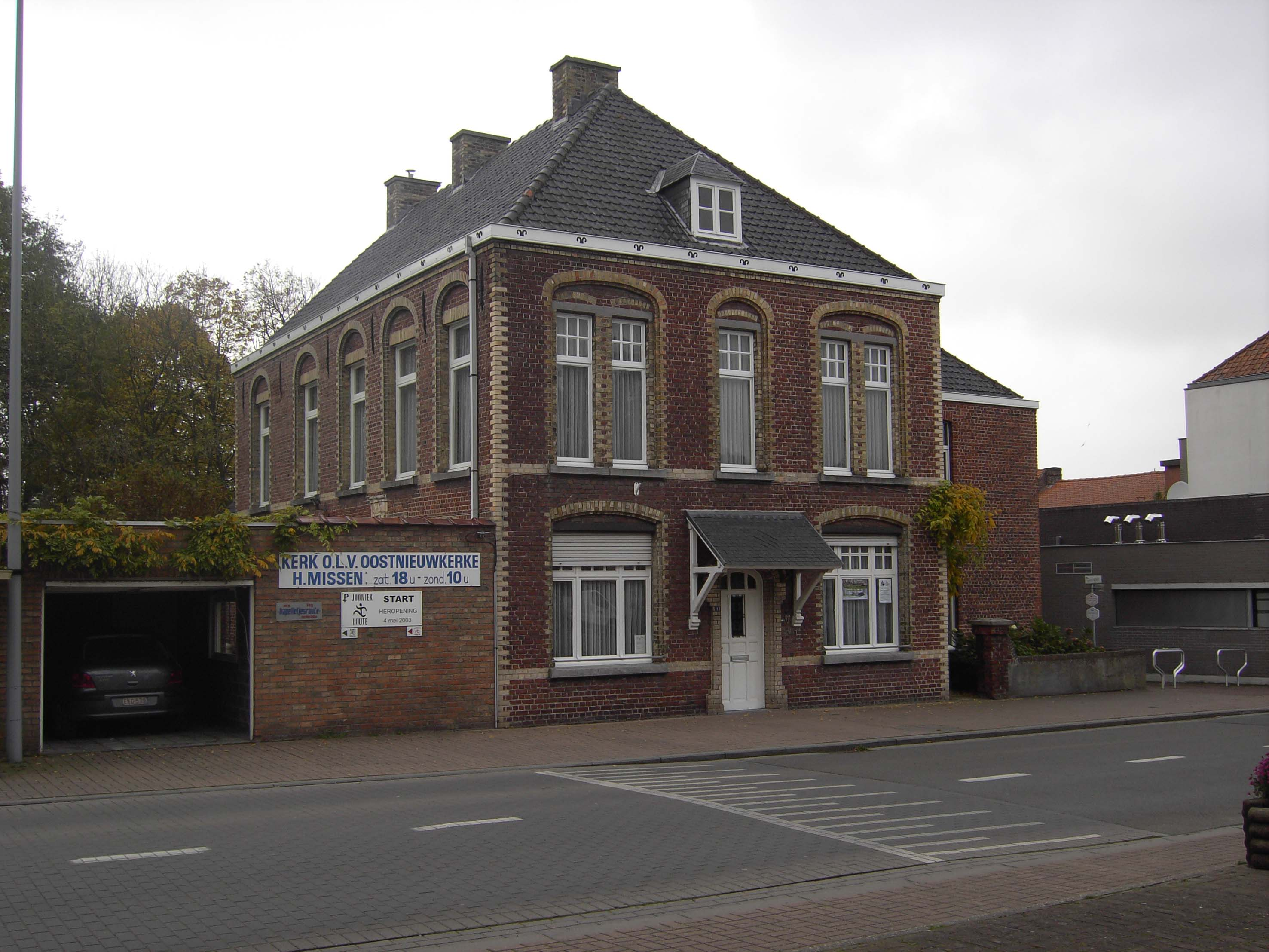
Pastorie te Oostnieuwkerke met schilddak
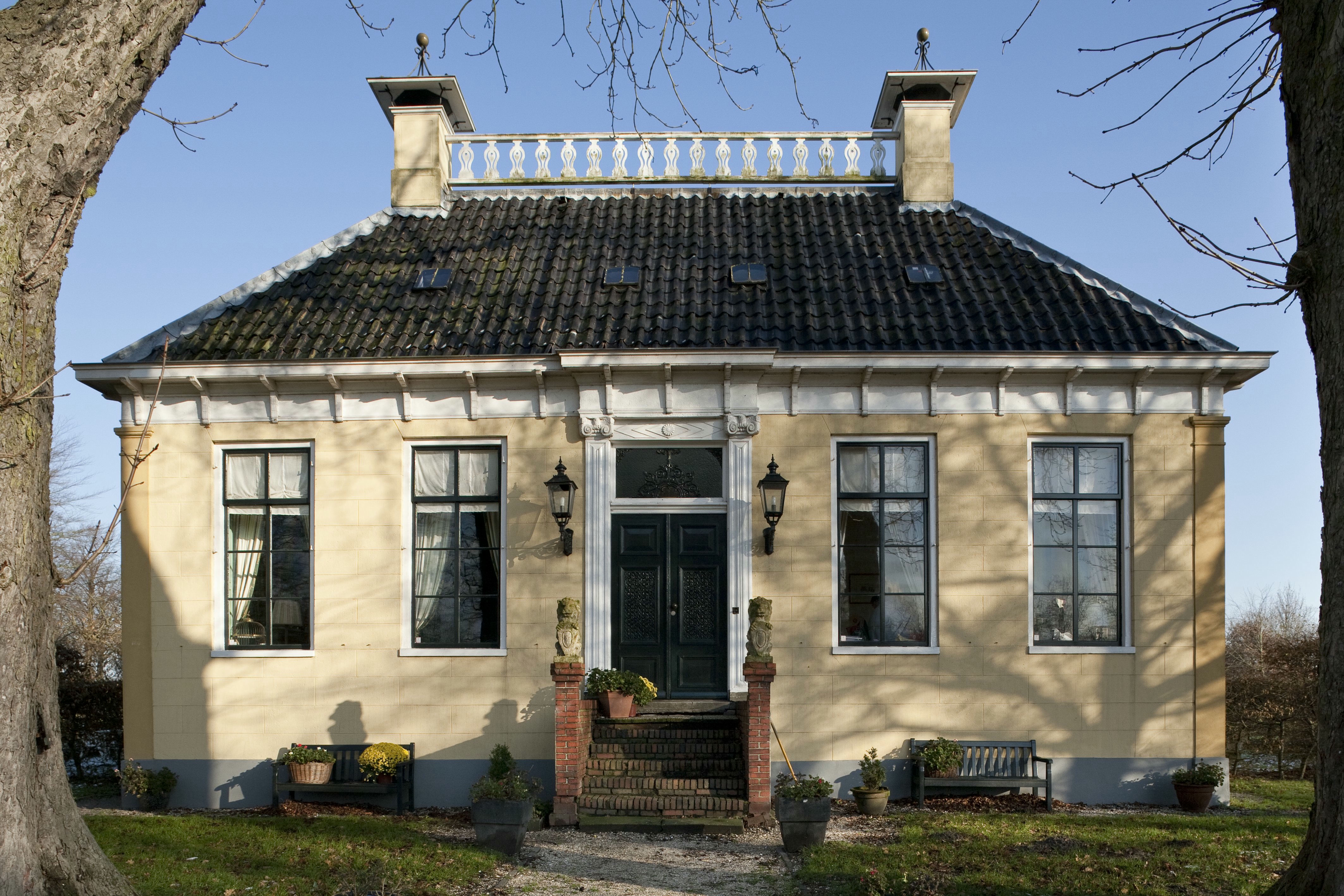
Schilddak met hoekschoorstenen te Westerbroek
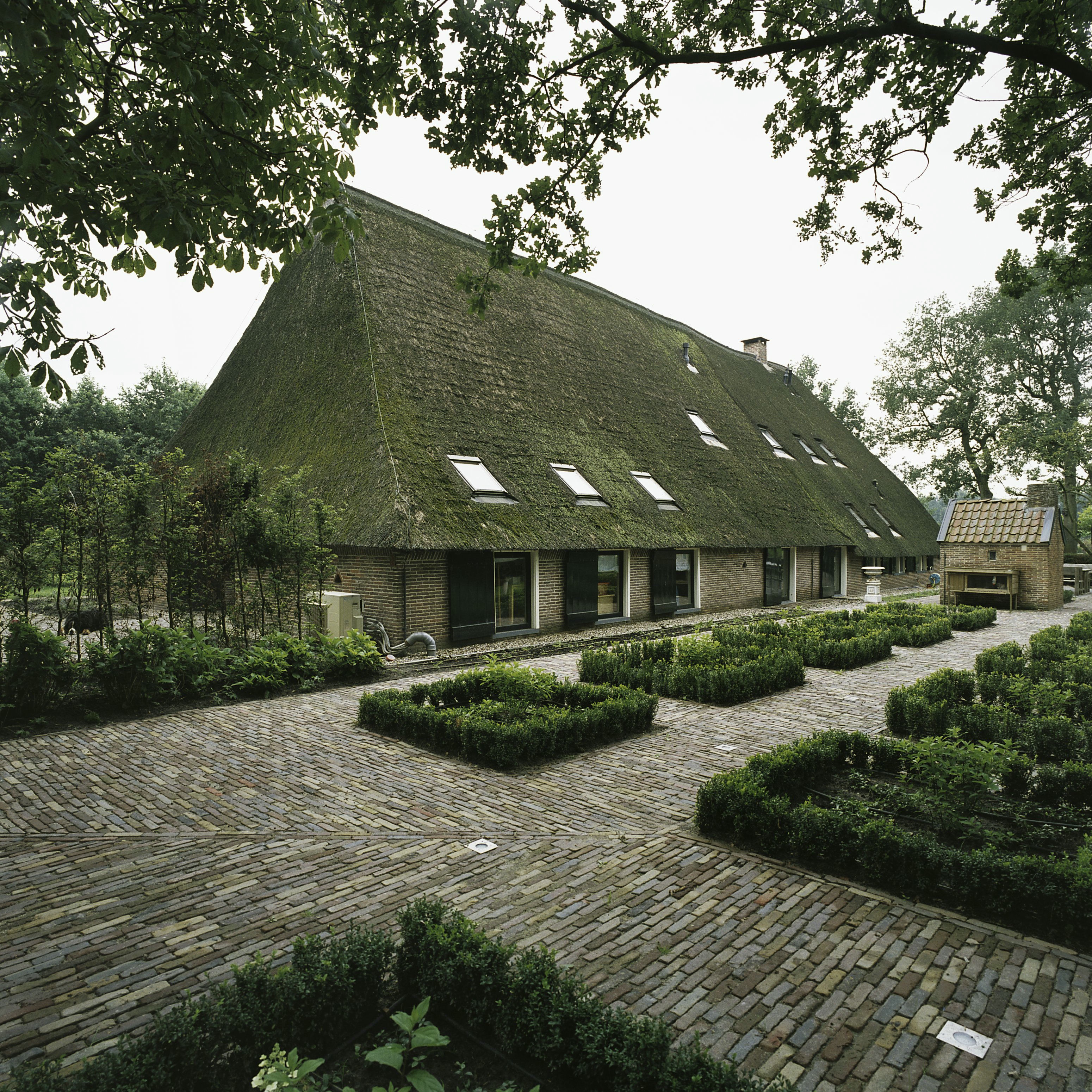
Schilddak met riet gedekt te Bruntinge
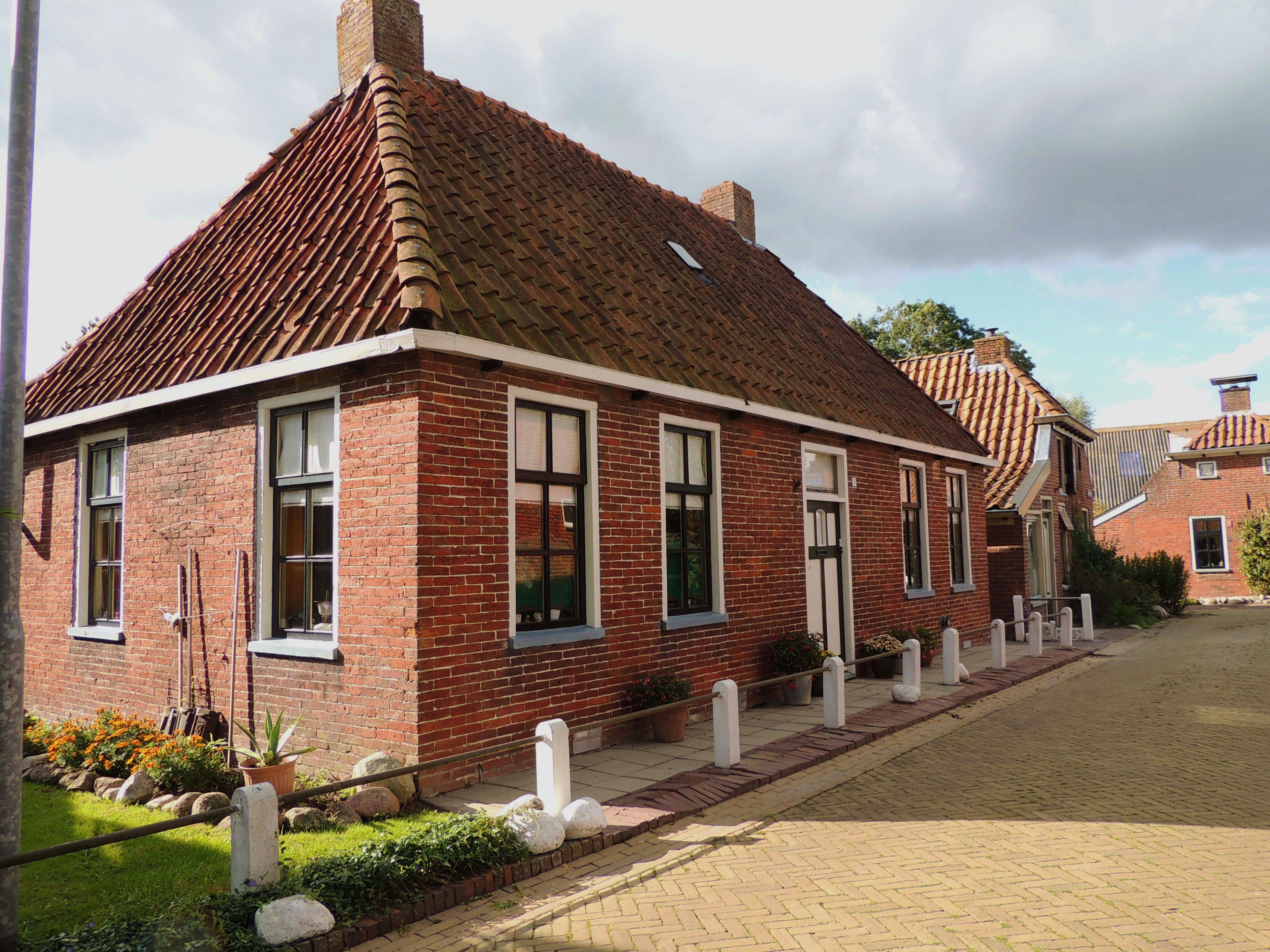
Woonhuis met schilddak, pannengedekt te Ezinge
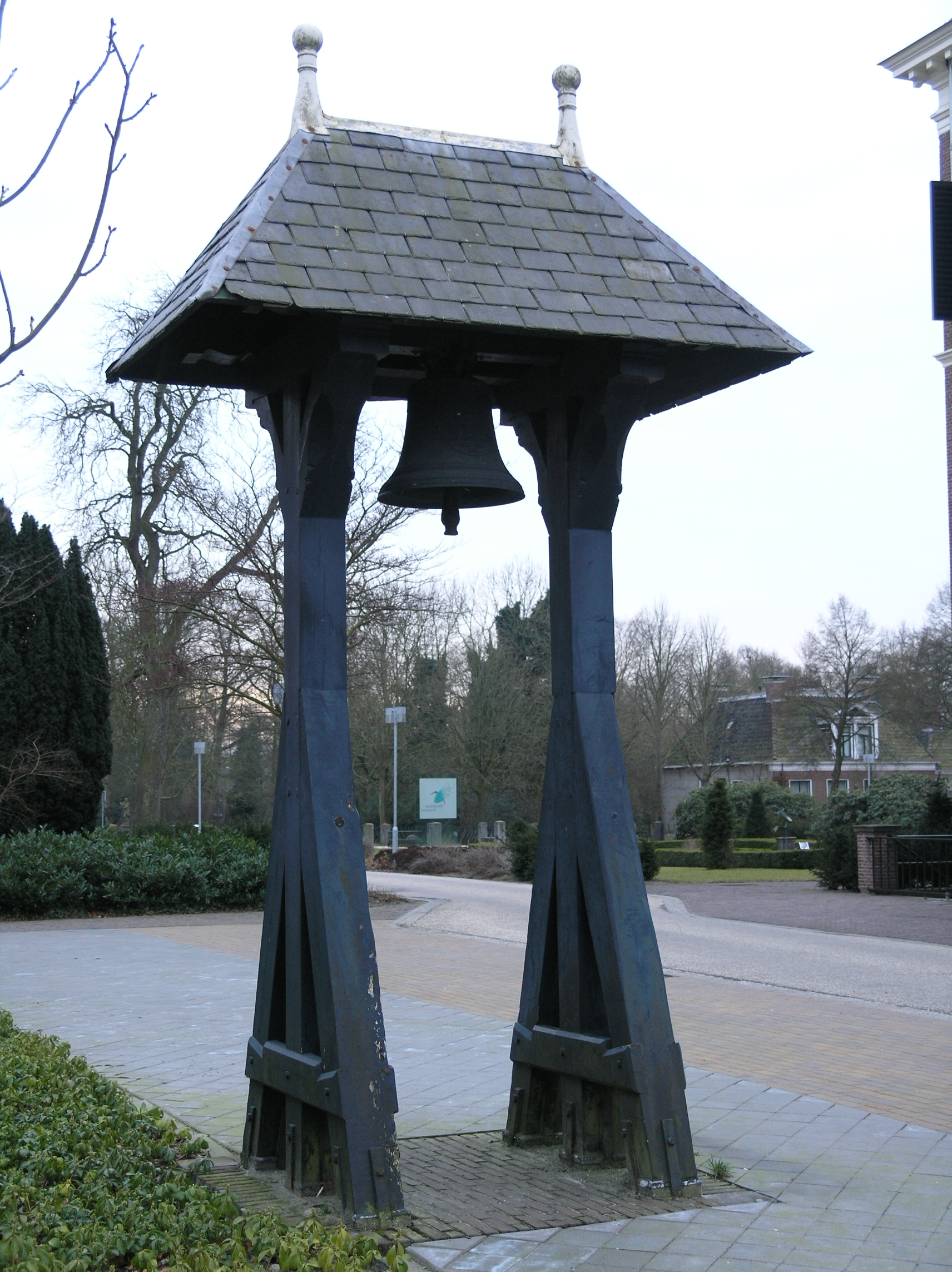
Klokkenstoel met schilddak, met leien gedekt te Beetsterzwaag